# Goodbye Happiness
Singles de Hikaru Utada
Hymne à l'amour ~Ai no Anthem~
(2010) Show Me Love (Not a Dream)
(2010)
Goodbye Happiness est une chanson d'Hikaru Utada, parue en single en 2010.

## Présentation
La chanson sort uniquement au format digital en téléchargement au Japon sur le label EMI Music Japan, d'abord le 3 novembre 2010 en sonnerie pour téléphone portable dans une version courte, puis en "single digital" dans sa version complète (le 10 novembre pour téléphone, et le 17 pour PC). Elle atteint la 1re place des classements du Billboard Japan Hot 100, Hot Top Airplay, et Adult Contemporary Airplay.
C'est la première composition originale en japonais sortie par la chanteuse depuis celles de l'album Heart Station paru deux ans et demi auparavant (elle a cependant sorti un album en anglais l'année précédente en tant que "Utada", et des remixes ou reprises en singles digitaux). Le single ne sort qu'un mois après son précédent "single digital", la reprise Hymne à l'amour ~Ai no Anthem~.
La chanson est utilisée comme thème musical pour une publicité pour le service de téléchargement de musique Recochoku. Elle sert aussi à promouvoir la double-compilation Single Collection Vol.2 qui sort deux semaines plus tard et sur laquelle elle figure, sur le disque supplémentaire consacré aux nouveautés. Les exemplaires de cet album pré-commandés avant le 14 novembre contiendront en bonus un DVD avec le clip vidéo de la chanson, réalisé pour la première fois par Hikaru Utada elle-même.